# Werner Naumann
Pour les articles homonymes, voir Naumann.
Werner Naumann est un haut fonctionnaire allemand de l'époque du Troisième Reich, né le 16 juin 1909 à Guhrau (Empire allemand) et mort le 25 octobre 1982 à Lüdenscheid (Allemagne de l'Ouest).
Il est le Staatssekretär du ministère du Reich à l'Éducation du peuple et à la Propagande (Propagandaministerium) de Joseph Goebbels. Il est désigné à la tête de ce ministère par Adolf Hitler dans le dernier testament de celui-ci, car le Führer fait de Goebbels son successeur comme chancelier du Reich. Naumann est ainsi ministre éphémère pendant deux jours, au moment de l’effondrement de l’Allemagne nazie.
En 1953, il est arrêté quelques mois car soupçonné de diriger un groupe néonazi, le groupe Naumann.

## Biographie
Né en 1909 à Guhrau, dans ce qui est la province de Silésie du royaume de Prusse, il meurt à Lüdenscheid en Rhénanie-du-Nord-Westphalie en 1982.
Friedrich Bergold (de) témoigne à Nuremberg que, la dernière fois qu'il avait vu Naumann, celui-ci marchait un mètre devant Martin Bormann quand ce dernier est tué par une fusée de l'Armée rouge. Ils étaient en train de fuir le Führerbunker à la fin de la bataille de Berlin. Naumann survit pourtant.
De 1945 à 1949, Naumann vit incognito dans le sud de l’Allemagne. Il décroche même avec les meilleures notes un diplôme professionnel de maçon.
En 1950, il rentre à Düsseldorf dans la firme d’import-export belgo-allemande Cominbel, propriété de Herbert Lucht (mort en 1951) qui est le chef de l'Aussenstelle Wehrmachtspropaganda à Paris durant l'occupation.
Werner Naumann est arrêté par les Britanniques en 1953 sur l'accusation d'être le leader d'un groupe néonazi, le « groupe Naumann », qui essayait d'infiltrer des partis politiques de l'Allemagne de l'Ouest. Il est relâché après sept mois de détention.